# Lista de vereadores de Paty do Alferes
Esta é a lista de vereadores de Paty do Alferes, município brasileiro do estado do Rio de Janeiro.
A Câmara Municipal de Paty do Alferes é formada por onze representantes. O salão principal chama-se Plenário Vereador Oswaldo F. de Barros Filho.

## 9ª Legislatura (2021–2024)
Estes são os vereadores eleitos nas eleições de 15 de novembro de 2020, pelo período de 1° de janeiro de 2021 a 31 de dezembro de 2024:
| Mesa Diretora (2021-2022)           |                       |                        |                           |
| Nome                                | Início do mandato     | Fim do mandato         | Cargo                     |
| Rômulo Rosa de Carvalho (DEM)       | 1º de janeiro de 2021 | 31 de dezembro de 2022 | Presidente da Câmara      |
| Juarez de Medeiros Pereira (PROS)   | 1º de janeiro de 2021 | 31 de dezembro de 2022 | Vice-presidente da Câmara |
| Heliomar Velloso do Nascimento (PV) | 1º de janeiro de 2021 | 31 de dezembro de 2022 | 1º Secretário             |
| Juliano Balbino de Melo (PSC)       | 1º de janeiro de 2021 | 31 de dezembro de 2022 | 2º Secretário             |

|    | Nome                                                                                | Partido                                    | Votos | %    | Observações                                                      |
| -- | ----------------------------------------------------------------------------------- | ------------------------------------------ | ----- | ---- | ---------------------------------------------------------------- |
| 1  | Wilson Rosa de Souza, Macarrão (Miguel Pereira, 07.01.1990–)                        | Partido Verde (PV)                         | 782   | 4,55 | 2º mandato                                                       |
| 2  | Júlio Avelino de Oliveira Moura Junior, Julinho Juju (Paty do Alferes, 13.09.1994–) | Democratas (DEM)                           | 703   | 4,09 | 2º mandato                                                       |
| 3  | Edson da Silva Almeida, Edinho da Dengue (Nova Iguaçu, 13.03.1978–)                 | Partido Social Cristão (PSC)               | 580   | 3,37 | 1º mandato                                                       |
| 4  | Eduardo de Sant'Ana Mariotti, Dudu Mariotti (Paty do Alferes, 23.02.1975–)          | Progressistas (PP)                         | 541   | 3,15 | 3º mandato                                                       |
| 5  | Sérgio Murilo Rosa da Silva, Sérgio Sabiá (Vassouras, 03.06.1966–)                  | Partido Social Democrático (PSD)           | 533   | 3,10 | 1º mandato                                                       |
| 6  | Heliomar Velloso do Nascimento, Heliomar do Gás (Paty do Alferes, 18.09.1974–)      | Partido Verde (PV)                         | 533   | 3,10 | 2º mandato                                                       |
| 7  | Juliano Balbino de Melo (Paty do Alferes, 28.11.1988–)                              | Partido Social Cristão (PSC)               | 472   | 2,75 | 2º mandato                                                       |
| 8  | Orozino Antonio Batista Filho, Zaninho (Paty do Alferes, 25.03.1971–)               | Partido Social Democrático (PSD)           | 456   | 2,65 | 2º mandato                                                       |
| 9  | Denilson da Costa Nogueira, Denilson Ligeirinho (Paty do Alferes, 21.08.1969–)      | Solidariedade (SD)                         | 438   | 2,55 | 2º mandato Licenciado como Secretário mun. de Esportes           |
| 10 | Juarez de Medeiros Pereira, Juarez Leinho (Paty do Alferes, 03.07.1955–)            | Partido Republicano da Ordem Social (PROS) | 433   | 2,52 | 2º mandato                                                       |
| 11 | Rômulo Rosa de Carvalho, Rominho (2021-2022) (Paty do Alferes, 02.07.1982–)         | Democratas (DEM)                           | 394   | 2,29 | 2º mandato                                                       |
| –  | Josemar de Azevedo Pereira, Nego Relojoeiro (Vassouras, 17.03.1969–)                | Solidariedade (SD)                         | 263   | 1,53 | 1º mandato Assumiu em 05.05.2021 no lugar de Denilson Ligeirinho |

## 8ª Legislatura (2017–2020)
Estes são os vereadores eleitos nas eleições de 2 de outubro de 2016, pelo período de 1° de janeiro de 2017 a 31 de dezembro de 2020:
|    | Nome                                                                           | Partido                                        | Votos | %    | Observações |
| -- | ------------------------------------------------------------------------------ | ---------------------------------------------- | ----- | ---- | ----------- |
| 1  | Rômulo Rosa de Carvalho, Rominho (Paty do Alferes, 02.07.1982–)                | Partido Trabalhista Brasileiro (PTB)           | 568   | 3,19 | 1º mandato  |
| 2  | Denilson da Costa Nogueira, Denilson Ligeirinho (Paty do Alferes, 21.08.1969–) | Partido da Social Democracia Brasileira (PSDB) | 565   | 3,18 | 1º mandato  |
| 3  | Leonardo Gomes Costa, Leo Motorista (Miguel Pereira, 14.02.1979–)              | Partido Progressista (PP)                      | 536   | 3,01 | 1º mandato  |
| 4  | Juares de Medeiros Pereira, Leinho (Paty do Alferes, 03.07.1955–)              | Partido Republicano Progressista (PRP)         | 527   | 2,96 | 2º mandato  |
| 5  | Valmir dos Santos Fernandes, Amaral (Vassouras, 17.11.1967–)                   | Partido Social Democrático (PSD)               | 467   | 2,63 | 2º mandato  |
| 6  | Guilherme Rosa Rodrigues (Paty do Alferes, 25.02.1983–)                        | Partido da Social Democracia Brasileira (PSDB) | 462   | 2,60 | 1º mandato  |
| 7  | Juliano Balbino de Melo (2017-2020) (Paty do Alferes, 28.11.1988–)             | Partido Progressista (PP)                      | 461   | 2,59 | 1º mandato  |
| 8  | Aroldo Rodrigues Orém (Vassouras, 20.11.1950–)                                 | Partido Trabalhista Brasileiro (PTB)           | 416   | 2,34 | 4º mandato  |
| 9  | Heliomar Velloso do Nascimento, Heliomar do Gás (Paty do Alferes, 18.09.1974–) | Partido Verde (PV)                             | 383   | 2,15 | 1º mandato  |
| 10 | Wilson Rosa de Souza, Macarrão (Paty do Alferes, 07.01.1990–)                  | Partido Verde (PV)                             | 326   | 1,83 | 1º mandato  |
| 11 | Orozino Antonio Batista Filho, Zaninho (Paty do Alferes, 25.03.1971–)          | Partido Social Democrático (PSD)               | 274   | 1,54 | 1º mandato  |

## 7ª Legislatura (2013–2016)
Estes são os vereadores eleitos nas eleições de 7 de outubro de 2012, pelo período de 1° de janeiro de 2013 a 31 de dezembro de 2016:
|    | Nome                                                                                       | Partido                                            | Votos | %    | Observações |
| -- | ------------------------------------------------------------------------------------------ | -------------------------------------------------- | ----- | ---- | ----------- |
| 1  | Júlio Avelino de Oliveira Moura Junior, Julinho (2015-2016) (Paty do Alferes, 13.09.1994–) | Partido Social Democrático (PSD)                   | 784   | 4,59 | 1º mandato  |
| 2  | Celso Granja Pires (Vassouras, 16.04.1969–)                                                | Partido Trabalhista Brasileiro (PTB)               | 611   | 3,58 | 1º mandato  |
| 3  | Eduardo de Sant'Ana Mariotti, Dudu Mariotti (Paty do Alferes, 23.02.1975–)                 | Partido Democrático Trabalhista (PDT)              | 611   | 3,58 | 2º mandato  |
| 4  | Eurico Pinheiro Bernardes Neto, Juninho (Miguel Pereira, 17.07.1985–)                      | Partido Verde (PV)                                 | 511   | 2,99 | 1º mandato  |
| 5  | Eunício Teixeira dos Santos, Nicinho (Paty do Alferes, 17.11.1970–)                        | Partido Social Democrático (PSD)                   | 490   | 2,87 | 2º mandato  |
| 6  | Nilson de Carvalho de Oliveira (Paty do Alferes, 03.10.1977–)                              | Partido Democrático Trabalhista (PDT)              | 456   | 2,67 | 1º mandato  |
| 7  | Aroldo Rodrigues Orém (Vassouras, 20.11.1950–)                                             | Partido Trabalhista Brasileiro (PTB)               | 374   | 2,19 | 3º mandato  |
| 8  | Juarez de Medeiros Pereira, Leinho (Paty do Alferes, 03.07.1955–)                          | Partido Socialista Brasileiro (PSB)                | 285   | 1,67 | 1º mandato  |
| 9  | Sinval da Costa Mello (Vassouras, 18.04.1960–)                                             | Partido do Movimento Democrático Brasileiro (PMDB) | 274   | 1,60 | 1º mandato  |
| 10 | José Ricardo Marques Fernandes, Cadinho (2013-2014) (Vassouras, 19.03.1964–)               | Partido Progressista (PP)                          | 239   | 1,40 | 1º mandato  |
| 11 | Luciano de Almeida (Paty do Alferes, 10.08.1976–)                                          | Partido Progressista (PP)                          | 180   | 1,05 | 1º mandato  |

## 6ª Legislatura (2009–2012)
Estes são os vereadores eleitos nas eleições de 5 de outubro de 2008, pelo período de 1° de janeiro de 2009 a 31 de dezembro de 2012:
|   | Nome                                                                                       | Partido                                            | Votos | %    | Observações |
| - | ------------------------------------------------------------------------------------------ | -------------------------------------------------- | ----- | ---- | ----------- |
| 1 | Lenice Duarte Viana (Vassouras, 10.03.1963–)                                               | Partido Verde (PV)                                 | 862   | 5,10 | 1º mandato  |
| 2 | Valmir dos Santos Fernandes, Amaral (Vassouras, 17.11.1967–)                               | Partido Verde (PV)                                 | 514   | 3,04 | 1º mandato  |
| 3 | Sebastião Carius de França, Tião Carius (Paty do Alferes, 20.01.1958–)                     | Partido Democrático Trabalhista (PDT)              | 487   | 2,88 | 1º mandato  |
| 4 | Adriana Couto Barros, Adriana Orém (Vassouras, 25.01.1968–)                                | Partido Republicano Progressista (PRP)             | 457   | 2,70 | 1º mandato  |
| 5 | César da Costa Maciel, Cezinha do Zueca (Rio de Janeiro, 17.05.1963–)                      | Partido Trabalhista Brasileiro (PTB)               | 438   | 2,59 | 1º mandato  |
| 6 | José Carlos Costa, Zé Carlos da Eletrônica (2009-2012) (Miguel Pereira, 30.09.1959–)       | Partido do Movimento Democrático Brasileiro (PMDB) | 428   | 2,53 | 1º mandato  |
| 7 | Eunício Teixeira dos Santos, Nicinho Filho do Pastor Enéias (Paty do Alferes, 17.11.1970–) | Partido Progressista (PP)                          | 396   | 2,34 | 1º mandato  |
| 8 | Margarida Soares (Vassouras, 05.08.1961–)                                                  | Partido Democrático Trabalhista (PDT)              | 373   | 2,21 | 1º mandato  |
| 9 | Eduardo de Sant'Ana Mariotti, Dudu Mariotti (Paty do Alferes, 23.02.1975–)                 | Partido Trabalhista Brasileiro (PTB)               | 366   | 2,16 | 1º mandato  |

## Legenda
| Cor  | Significado          |
| Bege | Presidente da Câmara |
| Azul | Suplente             |